# Фигейреду, Тобиаш
Тобиаш Перейра Фигейреду (порт. Tobias Pereira Figueiredo; родился 2 февраля 1994 года в Сатан, Португалия) — португальский футболист, защитник клуба «Форталеза», на правах аренды выступающий за «Атлетико Паранаэнсе». Участник Олимпийских игр 2016 года в Рио-де-Жанейро.
Старший брат Тобиаша — Криштиану, также профессиональный футболист.

## Клубная карьера

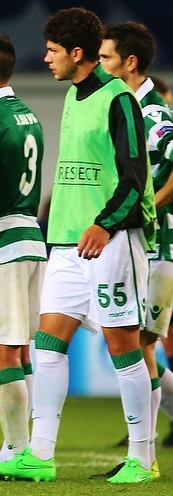
Фигейреду в составе «Спортинга»

Тобиаш — воспитанник клуба «Спортинг». В начале 2014 года для получения игровой практики Мариу на правах аренды перешёл в испанский «Реус Депортиу». 2 февраля в матче против «Сант-Андреу» он дебютировал в Сегунде B. 23 марта в поединке против Олота Фигейреду забил свой первый гол за команду. По окончании аренды он вернулся в «Спортинг». 18 января 2015 года в матче против «Риу Аве» Тобиаш дебютировал в Сангриш лиге. 1 февраля в поединке
против «Ароки» он забил свой первый гол за «львов». В том же году Фигейреду завоевал Кубок Португалии вместе со «Спортингом».
Летом 2016 года он на правах аренды перешёл в «Насьонал». 21 августа в матче против «Ароки» Тобиаш дебютировал за новый клуб. 27 августа в поединке против столичной «Бенфики» Фигейреду забил свой первый гол за «Насьонал».
В начале 2018 года Тобиаш был отдан в аренду в английский «Ноттингем Форест». 17 февраля в матче против «Бертон Альбион» он дебютировал в Чемпионшипе. Летом 2018 года перешёл в «Ноттингем» на постоянной основе. После окончания сезона 2021/22 покинул команду в связи с истечением контракта.
Сезон 2022/23 провел в «Халл Сити». С 2023 года является игроком «Форталезы», которая в 2024 году отдала Тобиаша Фигейреду в аренду в «Крисиуму», а в следующем году — в «Атлетико Паранаэнсе».

## Международная карьера
В 2013 году Фигейреду в составе сборной Португалии до 19 лет принял участие в юношеском чемпионате Европы в Литве. На турнире он сыграл в матчах против команд Испании, Нидерландов, Литвы и Сербии. В поединке против литовцев Тобиаш забил гол.
В 2015 году в составе молодёжной сборной Португалии Тобиаш завоевал серебряные медали молодёжного чемпионата Европы в Чехии. На турнире он сыграл в матчах против Германии и дважды Швеции.
В 2016 году Тобиаш в составе олимпийской сборной Португалии принял участие в Олимпийских играх в Рио-де-Жанейро. На турнире он сыграл в матчах против команд Аргентины, Гондураса и Германии. В поединке против гондурассцев Фигейреду забил гол.
В 2017 году в составе молодёжной сборной Португалии Фигейреду принял участие в молодёжном чемпионате Европы в Польше. На турнире он сыграл в матче против команды Македонии.

### Голы за сборную Португалии (до 23)
| #  | Дата           | Место                              | Противник | Счёт | Результат | Соревнование          |
| -- | -------------- | ---------------------------------- | --------- | ---- | --------- | --------------------- |
| 1. | 4 августа 2016 | Энженьян, Рио-де-Жанейро, Бразилия | Гондурас  | 1:1  | 1:2       | Олимпийские игры 2016 |

## Достижения
«Спортинг»
- Обладатель Кубка Португалии: 2014/15
- Обладатель Суперкубка Португалии: 2015

Португалия (до 20)
- Финалист молодёжного чемпионата Европы: 2015